# Instal·lacions del Futbol Club Barcelona
El Futbol Club Barcelona han tingut diversos camps i instal·lacions esportives al llarg de les seves històries.

## Estadi
L'Estadi del FC Barcelona és el Spotify Camp Nou, propietat del mateix club. Inaugurat el 1957 al barri de les Corts de Barcelona, té una capacitat de 99.354 espectadors, tots asseguts. És un dels estadis catalogats com a "Estadi Cinc Estrelles" per la UEFA, fet que l'habilita per acollir finals de la Lliga de Campions, Recopa i Copa de la UEFA, com ha passat en 15 ocasions.
Des d'agost de 2023, per una important remodelació de l'estadi, l'equip masculí de futbol juga a l'Estadi Olímpic Lluís Companys, amb una capacitat màxima de 55.926 espectadors i modernitzat per a l'ocasió amb una inversió superior als set milions d'euros compartida entre club (60%) i Ajuntament (40%) destinats a la millora dels accessos i la mobilitat de l'entorn.
La remodelació del Spotify Camp Nou, adjudicada per 900 milions d'euros a l'empresa turca Limak Construction s'estima que estarà acabada la temporada 2025-26. Abans de poder disposar del Camp Nou, el FC Barcelona va tenir dos estadis més, els quals se li anaren fent petits a mesura que creixia la massa social de seguidors:
El 14 de març de 1909 es va inaugurar el Camp del carrer Indústria amb el partit Barça - Català (2-2), del Campionat de Catalunya. El primer gol el va marcar Romà Forns i el segon Charles Wallace. Va ser batejat popularment amb el nom de "L'Escopidora" per les seves reduïdes dimensions.
A causa dels èxits i al creixent nombre de socis l'equip es va traslladar al Camp de Les Corts, inaugurat el 20 de maig de 1922 obra dels arquitectes Jaume Mestres i Josep Alemany, amb el partit Barça - Saint Mirren (2-1). El primer gol es marca Birrel en pròpia porta i el segon d'Alcàntara. Tenia una capacitat d'uns 30.000 espectadors, i que va arribar a tenir una capacitat màxima de 60.000 persones.

### Camps anteriors
- Els primers amistosos es jugaren a l'antic Velòdrom de la Bonanova (Turó Park, Via Augusta). Primer partit jugat el 8 de desembre de 1899, un partit que acaba amb derrota per 0 a 1 contra el Team Anglès.
- Camp de l'Hotel Casanovas (Hospital de la Santa Creu i Sant Pau), inaugurat el 18 de novembre de 1900 en un partit contra l'Hispània (0-0).
- Camp de la Carretera d'Horta (Carretera d'Horta, Ronda del Guinardó). Primer partit jugat el 23 de novembre de 1901, un partit que acaba amb victòria per 0 a 1 contra l'equip del vaixell Calliope.
- Camp del carrer Muntaner (Carrers París, Casanova, Londres, Muntaner) amb capacitat per a 8.000 espectadors. Primer partit jugat el 26 de febrer de 1905 amb derrota per 2 a 3 contra el Català FC.[4]

## Centre d'entrenament

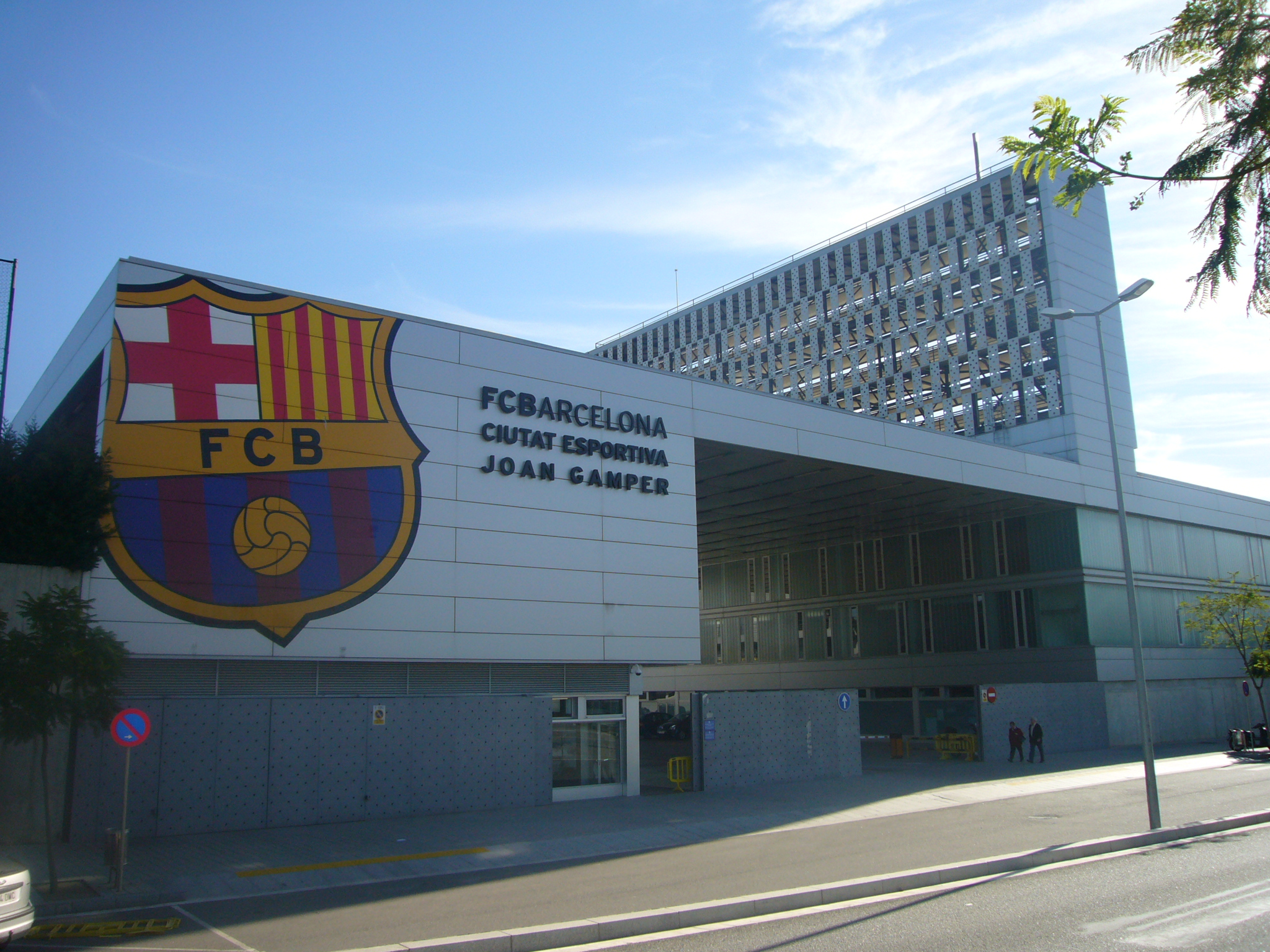
Façana principal de la Ciutat Esportiva Joan Gamper

- La Ciutat Esportiva Joan Gamper, complex esportiu de l'entitat situat a Sant Joan Despí que acull els entrenaments del primer, segon equip i els equips inferiors del club.
- La Masia de Can Planes o la Masia, residència dels joves de les categories inferiors del club fins a l'any 2011.

## Altres instal·lacions
- El Mini Estadi, on jugaven els equips de futbol de les categories inferiors del club. Tenia una aforament de 15.276 espectadors, tots asseguts.
- L'Estadi Johan Cruyff acull els partits de futbol com a local del Barcelona Atlètic, femení i Juvenil A.
- El Palau Blaugrana, que ha quedat obsolet i no compleix la reglamentació de l'Eurolliga de bàsquet,[5] és el pavelló esportiu de l'entitat, va ser inaugurat el 1971, amb una capacitat màxima de 7.585 espectadors, i que acull les seccions de bàsquet, handbol, hoquei sobre patins i futbol sala.
- El Nou Palau Blaugrana, pavelló esportiu reemplaça del Palau Blaugrana, amb una capacitat màxima de 15.000 espectadors, que acollirà les seccions de bàsquet, handbol, hoquei sobre patins i futbol sala el 2026.
- El projecte Espai Barça, que inclou una reforma completa del Camp Nou, un nou Palau Blaugrana, instal·lacions esportives i un auditori al barri de les Corts de Barcelona i l'Estadi Johan Cruyff a la Ciutat Esportiva Joan Gamper.
- El Palau de Gel és el pavelló esportiu de l'entitat que acull les seccions d'hoquei gel i patinatge artístic.
- El club disposa d'un Museu del FC Barcelona, el museu més visitat de Catalunya amb 1.540.000 visitants l'any 2012.[6]
- La botiga oficial FCBotiga inaugurada el 22 de desembre del 1998.
- Espai Memorial Futbol Club Barcelona, columbari envoltat de polèmica per no haver-se completat en les condicions pactades inicialment[7]

### Seus socials

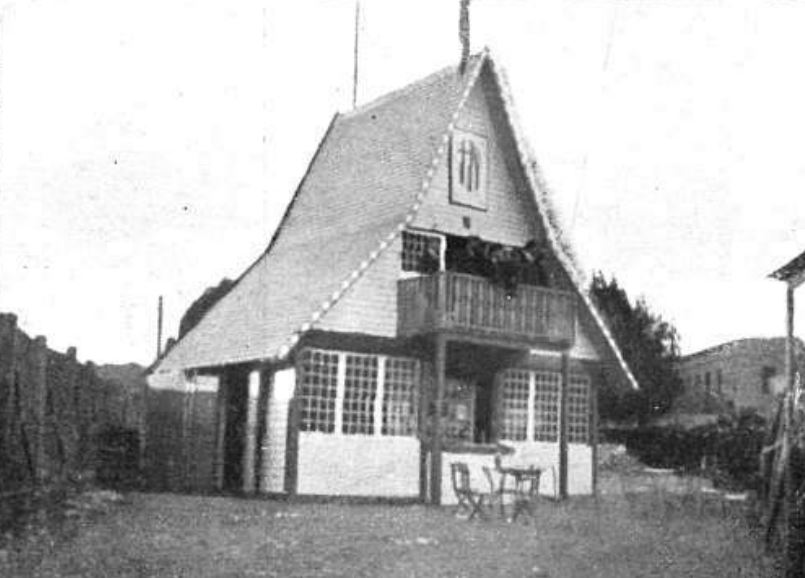
Xalet del FC Barcelona, la cinquena seu del club, ubicat al Camp de la Indústria

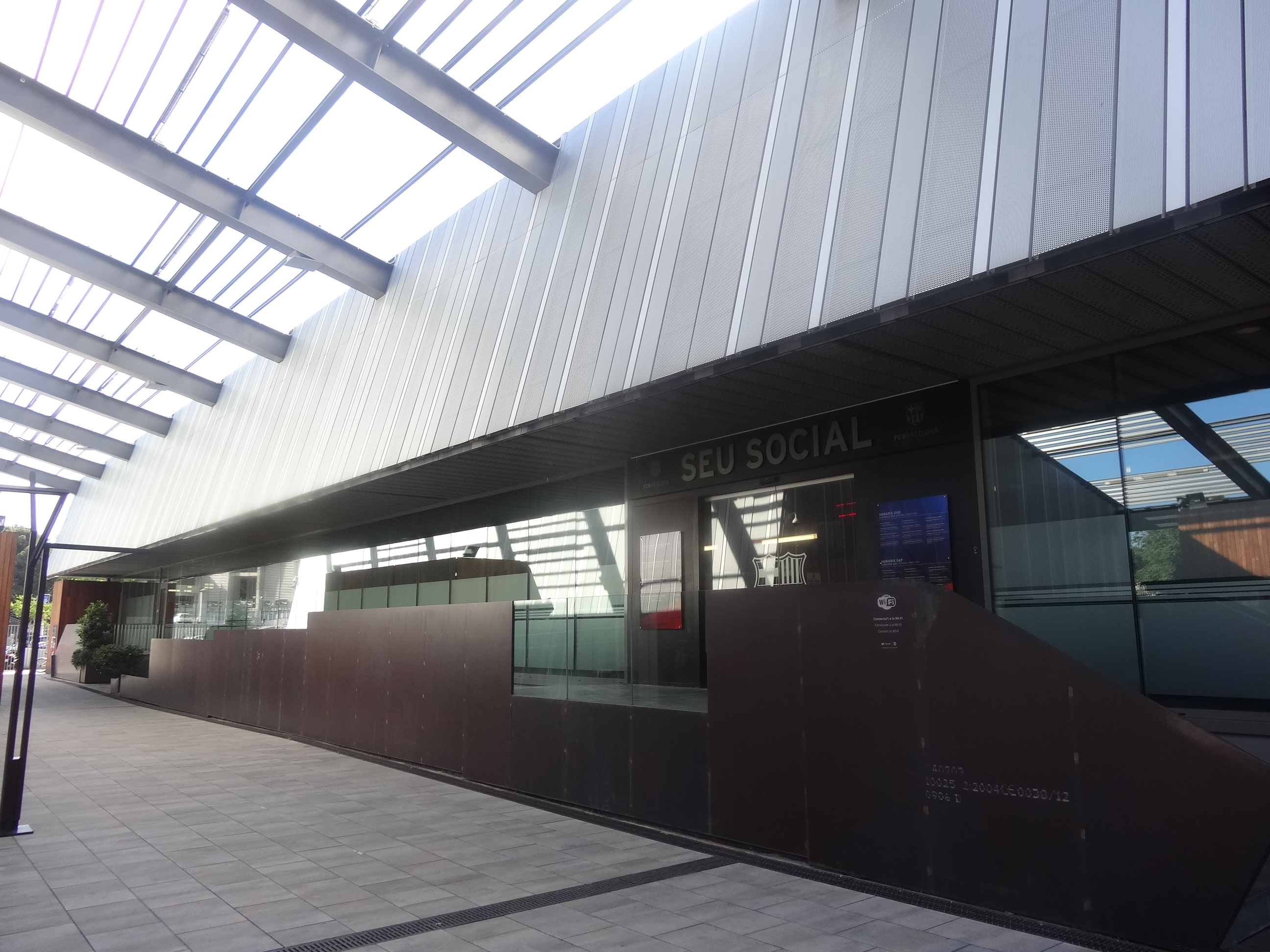
Seu Social del club

El Futbol Club Barcelona va ser fundat el 29 de novembre del 1899 a la sala d'armes del Gimnàs Solé, al carrer Montjuïc del Carme 5, a tocar del carrer Fortuny. Això era la primera seu de club. Al llarg de la seva història, el club ha tingut disset seus socials. El 1910, el club es va traslladar a un habitacle de la Cerveseria moritz, a la plaça de goya. Fent referència a les seus del club, moltes efímeres, situades al número 9 de la rambla de Canaletes (1914-1915), al número 18 de la rambla de les Flors (1915-1916), al xalet del camp del carrer Indústria, entre París i Urgell (1916–1919), a l'entresòl del número 21 del carrer Aribau (1919-1921), al primer pis del número 1 del carrer del Pintor Fortuny (1921-1924), al número 2 de plaça del Teatre (1924–1928), al segon pis del número 28 de la via Laietana (1928-1929), i al xalet del passeig de Gràcia cantonada amb el carrer Diputació (1929-1932).
El 16 de març del 1938 una bomba llençada sobre la ciutat per les tropes franquistes destrueix la seu social del club del primer pis del carrer Consell de Cent 331. El conserge Josep Cubells recupera entre les runes part del patrimoni del club (copes, banderins i documents i altres materials) i l'endemà els objectes recuperats entre les runes de la bombardejada seu social són traslladats al número 2 de la Ronda de Sant Pere.
El 1939 club va traslladar a la Gran Via de les Corts Catalanes, número 629. El 4 de juny del 1941, ja sota la presidència d'Enrique Piñeyro es va passar a una nova seu  moderna, a la xalet al passatge de Méndez Vigo, número 8. Allà s'hi viurien moments històrics del Club, com tot el procés de construcció del Camp Nou. El 1960, encara amb Francesc Miró-Sans de president blaugrana, les oficines foren traslladades a la Via Laietana -avui, Pau Claris-, número 180, a la cantonada amb Provença, si bé les taquilles del Club romangueren a Méndez Vigo fins al 26 d'octubre del 1975, just dos dies abans de posar-se en marxa les noves taquilles de travessera de les Corts.
El 26 de setembre de 1966, la masia de Can Planes, situat a l'avinguda de Joan XXIII passà a albergar la seu social i oficines del Club, que deixaren la Via Laietana per a traslladar-se al costat al Camp Nou. Exterior del Camp Nou a l'avinguda d'Arístides Maillol, s/n utilitzat com la seu del club, a partir de 1978.